# Perlentaucher
Perlentaucher (Pescuitorul de perle) este o revistă culturală germană pe internet cu sediul la Berlin, publicată sub redacția lui Anja Seeliger și a lui Thierry Chervel, începând din 15 martie 2000.
Revista se concentrează mai ales asupra culturii germane și cuprinde articole, știri culturale și grupaje de recenzii zilnice de cărți din principalele gazete germane. Cu peste 500,000 de citiri pe lună, Perlentaucher se consideră a fi cea mai mare revistă culturală din Germania.
Între anii 2005 - 2012 Perlentaucher Medien a publicat și o revistă în limba engleză numită „Signandsight” care conținea informații despre articole cu subiecte culturale europene. Apariția sa a fost suspendată din motive de recesiune economică.
Revista Perlentaucher a obținut colaborarea sitului Salon dirijat de organizația Project Forum din Slovacia.